# Dulce de molde
El dulce de molde o dulce de corte, es un tipo de confitura que se caracteriza por su consistencia firme y su capacidad para adoptar la forma del molde en el que se ha vertido. Este dulce, conocido por varios nombres en diferentes regiones, se ha convertido en una delicia popular en muchas culturas culinarias.
El dulce de molde se distingue de otros dulces como la mermelada o la jalea, por su textura suave y maleable, lo que lo convierte en una opción versátil en la repostería. Se elabora a partir de ingredientes básicos como azúcar, frutas u hortalizas, como membrillo, batata, zapallo, durazno, guayaba, papaya, higos, manzana, etc, y a menudo se le añade pectina para lograr la consistencia deseada. La mezcla se vierte en moldes especiales, donde adquiere su forma característica al enfriarse y solidificarse.
Una de las variantes más conocidas de dulce de molde es el dulce de membrillo. Se elabora a partir de membrillos cocidos con azúcar, y su sabor agridulce y aroma distintivo lo convierten en un favorito en muchas mesas. 
Otra variante popular es el dulce de batata, donde la batata se cocina con azúcar hasta obtener una mezcla espesa que se vierte en moldes. El dulce de zapallo, es también muy popular en Uruguay. En América Latina, por ejemplo, el dulce de leche a menudo se prepara de esta manera, adoptando la forma del molde utilizado.
El dulce de molde se utiliza en una variedad de preparaciones culinarias. Además de disfrutarse solo como postre, se puede utilizar como relleno de pasteles, tartas o como acompañamiento para quesos, por ejemplo el Postre vigilante. Su versatilidad lo convierte en un elemento esencial en la repostería de muchas culturas alrededor del mundo.